# Милюково (Ивановская область)
Милюко́во — село в Савинском районе Ивановской области России, входит в состав Воскресенского сельского поселения.

## География
Село расположено в 7 км на запад от центра поселения села Воскресенское и в 11 км на северо-восток от райцентра посёлка Савино.

## История
Каменный храм с колокольней в селе построен на средства прихожан в 1815 году. Престолов в нём было два: в холодном — в честь Покрова Пресвятой Богородицы и в тёплом — во имя Святителя и Чудотворца Николая. Копии метрических книг хранились в церкви с 1802 года.
В конце XIX — начале XX века село входило в состав Зименковской волости Ковровского уезда Владимирской губернии. В 1859 году в селе числилось 17 дворов, в 1905 году — 24 двора.
С 1929 года село являлось центром Милюковского сельсовета Ковровского района Ивановской области, с 1935 года — в составе Савинского района, с 1954 года — в составе Воскресенского сельсовета, с 2005 года — в составе Воскресенского сельского поселения.

## Население
| 1859 | 1905 |
| ---- | ---- |
| 123  | 131  |

| 1859 | 1905 | 2010 |
| ---- | ---- | ---- |
| 123  | ↗131 | ↘7   |

## Достопримечательности
В селе расположена Церковь Покрова Пресвятой Богородицы